# Blikanasaurus cromptoni
Blikanasaurus è un dinosauro prosauropode del Triassico superiore del Transkei (Sudafrica) che è stato descritto sulla base di alcune ossa degli arti stranamente robuste. Di medie dimensioni, questo erbivoro è ritenuto essere uno dei potenziali antenati dei dinosauri chiamati Sauropodi, che così gran successo raggiunsero nel Giurassico. 

## Un prosauropode evoluto
Blikanasaurus, nonostante sia stato trovato in strati molto antichi, sembra più evoluto rispetto agli altri prosauropodi, tanto da essere classificato in una famiglia a sé stante, quella dei Blikanasauridi. Le ossa delle zampe di questo dinosauro sono insolitamente robuste e corte, simili a quelle dei sauropodi. Pertanto, il Blikanasaurus è considerato un diretto antenato di questo gruppo e, anzi, secondo alcune recenti ricerche, potrebbe esserne stato un primitivo rappresentante. Le dimensioni di questo dinosauro non sono gigantesche, ma raggiungeva comunque la rispettabile lunghezza di sette metri.